# Alinda wagneri
Alinda wagneri is een slakkensoort uit de familie van de Clausiliidae. De wetenschappelijke naam van de soort is voor het eerst geldig gepubliceerd in 1911 door A.J. Wagner.